# Erin Routliffe
Erin Hope Routliffe (Auckland, Nova Zelanda, 11 d'abril de 1995) és una tennista professional neozelandesa, que prèviament va competir pel Canadà, que ha sigut número 1 del rànquing mundial de dobles l'any 2024.
En el seu palmarès destaca un títol de Grand Slam, el US Open 2023 en la modalitat de dobles femenins a banda de ser finalista en una altra ocasió. Va guanyar un total de deu títols de dobles femenins. Va formar part de l'equip neozelandès de la Fed Cup en diverses ocasions.
Va estudiar relacions públiques a la Universitat d'Alabama entre els anys 2013 i 2017, i va formar part del seu equip de tennis. Durant aquesta etapa va ser doble campiona del títol NCAA en dobles femenins junt a Maya Jansen.

## Torneigs de Grand Slam

### Dobles femenins: 2 (1−1)
| Resultat   | Núm. | Any  | Torneig   | Parella            | Oponents                           | Marcador       |
| ---------- | ---- | ---- | --------- | ------------------ | ---------------------------------- | -------------- |
| Guanyadora | 1.   | 2023 | US Open   | Gabriela Dabrowski | Laura Siegemund Vera Zvonariova    | 7−6(9), 6−3    |
| Finalista  | 1.   | 2024 | Wimbledon | Gabriela Dabrowski | Kateřina Siniaková Taylor Townsend | 6−7(5), 6−7(1) |

## Palmarès

### Dobles femenins: 22 (10−12)
| 2009 − 2020             | Després de 2021 |
| ----------------------- | --------------- |
| Grand Slam (1−1)        |                 |
| WTA Finals (1−0)        |                 |
| Premier Mandatory (0−0) | WTA 1000 (1−4)  |
| Premier 5 (0−0)         | WTA 1000 (1−4)  |
| Premier (0−0)           | WTA 500 (3−4)   |
| International (0−1)     | WTA 250 (4−2)   |

| Títols per superfície |
| --------------------- |
| Dura (6−8)            |
| Gespa (1−3)           |
| Terra batuda (3−1)    |

| Resultat   | Núm. | Data                   | Torneig                          | Superfície   | Parella              | Oponents                            | Marcador            |
| ---------- | ---- | ---------------------- | -------------------------------- | ------------ | -------------------- | ----------------------------------- | ------------------- |
| Finalista  | 1.   | 5 d'agost de 2018      | Washington DC, Estats Units      | Dura         | Alexa Guarachi       | Han Xinyun Darija Jurak             | 3−6, 2−6            |
| Guanyadora | 1.   | 25 de juliol de 2021   | Palerm, Itàlia                   | Terra batuda | Kimberley Zimmermann | Natela Dzalamidze Kamilla Rakhimova | 7−6(5), 4−6, [10−4] |
| Finalista  | 2.   | 19 de setembre de 2021 | Luxemburg, Luxemburg             | Dura (i)     | Kimberley Zimmermann | Greet Minnen Alison Van Uytvanck    | 3−6, 3−6            |
| Finalista  | 3.   | 26 de setembre de 2021 | Ostrava, Txèquia                 | Dura (i)     | Kaitlyn Christian    | Sania Mirza Zhang Shuai             | 3−6, 2−6            |
| Finalista  | 4.   | 13 de febrer de 2022   | Saint Petersburg, Rússia         | Dura (i)     | Alicja Rosolska      | Anna Kalinskaya Caty McNally        | 3−6, 7−6(5), [4−10] |
| Finalista  | 5.   | 25 de juny de 2022     | Bad Homburg, Alemanya            | Gespa        | Alicja Rosolska      | Eri Hozumi Makoto Ninomiya          | 4−6, 7−6(5), [5−10] |
| Guanyadora | 2.   | 7 d'agost de 2022      | Washington DC, Estats Units      | Dura         | Jessica Pegula       | Anna Kalinskaya Caty McNally        | 6−3, 5−7, [12−10]   |
| Finalista  | 6.   | 9 d'octubre de 2022    | Ostrava (2)                      | Dura (i)     | Alicja Rosolska      | Caty McNally Alycia Parks           | 3−6, 2−6            |
| Guanyadora | 3.   | 5 de març de 2023      | Texas, Estats Units              | Dura         | Aldila Sutjiadi      | N. Melichar-Martinez Ellen Perez    | 6−4, 3−6, [10−8]    |
| Guanyadora | 4.   | 10 de setembre de 2023 | US Open, Estats Units            | Dura         | Gabriela Dabrowski   | Laura Siegemund Vera Zvonariova     | 7−6(9), 6−3         |
| Finalista  | 7.   | 24 d'octubre de 2023   | Guadalajara, Mèxic               | Dura         | Gabriela Dabrowski   | Storm Hunter Elise Mertens          | 6−3, 2−6, [4−10]    |
| Guanyadora | 5.   | 15 d'octubre de 2023   | Zhengzhou, Xina                  | Dura         | Gabriela Dabrowski   | Shuko Aoyama Ena Shibahara          | 6−2, 6−4            |
| Finalista  | 8.   | 31 de març de 2024     | Miami, Estats Units              | Dura         | Gabriela Dabrowski   | Sofia Kenin B. Mattek-Sands         | 6−4, 6−7(5), [9−11] |
| Finalista  | 9.   | 19 de maig de 2024     | Roma, Itàlia                     | Terra batuda | Coco Gauff           | Sara Errani Jasmine Paolini         | 3−6, 6−4, [8−10]    |
| Guanyadora | 6.   | 17 de juny de 2024     | Nottingham, Regne Unit           | Gespa        | Gabriela Dabrowski   | Harriet Dart Diane Parry            | 5−7, 6−3, [11−9]    |
| Finalista  | 10.  | 30 de juny de 2024     | Eastbourne, Regne Unit           | Gespa        | Gabriela Dabrowski   | Liudmila Kitxenok Jeļena Ostapenko  | 7−5, 6−7(2), [8−10] |
| Finalista  | 11.  | 14 de juliol de 2024   | Wimbledon, Regne Unit            | Gespa        | Gabriela Dabrowski   | Kateřina Siniaková Taylor Townsend  | 6−7(5), 6−7(1)      |
| Finalista  | 12.  | 12 d'agost de 2024     | Toronto, Canadà                  | Dura         | Gabriela Dabrowski   | Caroline Dolehide Desirae Krawczyk  | 6−7(2), 6−3, [7−10] |
| Guanyadora | 7.   | 19 d'agost de 2024     | Cincinnati, Estats Units         | Dura         | Asia Muhammad        | Leylah Fernandez Yulia Putintseva   | 3−6, 6−1, [10−4]    |
| Guanyadora | 8.   | 9 de novembre de 2024  | WTA Finals, Riad, Aràbia Saudita | Dura (i)     | Gabriela Dabrowski   | Kateřina Siniaková Taylor Townsend  | 7−5, 6−3            |
| Guanyadora | 9.   | 6 d'abril de 2025      | Charleston, Estats Units         | Terra batuda | Jeļena Ostapenko     | Caroline Dolehide Desirae Krawczyk  | 6−4, 6−2            |
| Guanyadora | 10.  | 20 d'abril de 2025     | Stuttgart, Alemanya              | Terra batuda | Gabriela Dabrowski   | Ekaterina Alexandrova Zhang Shuai   | 6−3, 6−3            |

## Trajectòria

### Dobles femenins
| Open d'Austràlia | A   | A   | A           | A           | A           | A           | A  | 1R | 1R | SF | SF | 0 / 4 | 8 – 4  |
| Roland Garros | A   | A   | A           | A           | A           | A           | A  | 3R | 1R | 3R | 1R | 0 / 4 | 4 – 4  |
| Wimbledon | A   | A   | A           | 1R          | 1R          | NC          | A  | QF | 1R | F  |    | 0 / 5 | 8 – 5  |
| US Open | 1R  | A   | A           | A           | A           | A           | 3R | 2R | G  | QF |    | 1 / 5 | 12 – 4 |
| Jocs Olímpics | NC  | A   | No celebrat | No celebrat | No celebrat | No celebrat | A  | NC | NC | 1R | NC | 0 / 1 | 0 − 1  |
| WTA Finals | A   | A   | A           | A           | A           | NC          | A  | A  | SF | G  |    | 1 / 2 | 8 – 1  |
| Rànquing a final d'any | 536 | 558 | 339         | 106         | 150         | 154         | 54 | 32 | 11 | 2  |    |       |        |
| Llegenda: G: Guanyadora; F: Finalista; SF: Semifinalista; QF: Quarts de final; Q: Qualificació; A: Absent; RR: Round Robin; |     |     |             |             |             |             |    |    |    |    |    |       |        |

### Dobles mixts
| Open d'Austràlia | QF | A  | 1R | SF | 0 / 3 | 5 – 3 |
| Roland Garros | 1R | A  | QF | 2R | 0 / 3 | 3 – 3 |
| Wimbledon | 1R | 1R | SF |    | 0 / 3 | 3 – 3 |
| US Open | 1R | A  | 1R |    | 0 / 2 | 0 – 2 |
| Llegenda: G: Guanyadora; F: Finalista; SF: Semifinalista; QF: Quarts de final; Q: Qualificació; A: Absent; RR: Round Robin; |    |    |    |    |       |       |